# Józef Sapierzyński
Józef Sapierzyński (ur. 22 lipca 1923 w Sagajach, zm. 15 grudnia 2010 w Warszawie) – polski ekonomista, urzędnik i polityk, poseł na Sejm PRL VI kadencji.

## Życiorys
Uzyskał wykształcenie wyższe, z zawodu ekonomista. W 1943 wywieziono go na roboty przymusowe, z których zbiegł. W 1944 przystąpił do Armii Radzieckiej. Walczył na 2 Froncie Białoruskim w 56 Pułku Gwardyjskim. W 1945 został ranny i dostał się do niewoli, w wyniku czego znalazł się w obozie Stutthof. Po wojnie zatrudniony był jako urzędnik gminny. W 1948 został zastępcą pełnomocnika, a potem był pełnomocnikiem rządu ds. podatku gruntowego w Bielsku Podlaskim, Siemiatyczach i Wysokiem Mazowieckiem. W 1953 podjął pracę w administracji terenowej w Łomży – początkowo jako kierownik wydziału finansowego, a potem jako powiatowy pełnomocnik ds. skupu. W 1957 został przewodniczącym prezydium Powiatowej Rady Narodowej. W latach 1958–1971 pełnił obowiązki przewodniczącego prezydium PRN w Ełku. Od 1971 pełnił funkcję prezesa Wojewódzkiego Komitetu Zjednoczonego Stronnictwa Ludowego w Białymstoku. W 1972 uzyskał mandat posła na Sejm PRL w okręgu Augustów. Zasiadał w Komisji Prac Ustawodawczych oraz w Komisji Przemysłu Lekkiego.

## Odznaczenia
- Krzyż Kawalerski Orderu Odrodzenia Polski
- Złoty Krzyż Zasługi
- Srebrny Krzyż Zasługi